# كاثي ماغيري
كاثي ماغيري (بالإنجليزية: Cathy Maguire)‏ هي مغنية وكاتبة غنائية أيرلندية، ولدت في 1981 في دوندالك في جمهورية أيرلندا.